# Johannes Lukas de Vries
Johannes Lukas de Vries (* 9. April 1939 in Rehoboth, Südwestafrika; † 27. November 2001 ebenda) war ab 1972 der erste nichtweiße Präses der Evangelisch-Lutherischen Kirche in Südwestafrika (ELK/SWA). Er gilt als Begründer der Black Theology in Namibia.

## Leben und Wirken
Geboren am 9. April 1939 in Rehoboth in Südwestafrika schloss Johannes Lukas de Vries 1957 die Oberschule ab und ging zur Ausbildung ans Theologische Seminar des Paulinum in Karibib. Nachdem er zwischenzeitlich diverse Studien am Moravian Theological Seminary in Port Elizabeth in Südafrika absolvierte, durchlief er von 1961 bis 1962 die Ausbildung zum Pastor am Paulinum. Nach seiner Ordination erhielt er eine Stelle als Dozent. 1963 ging de Vries für fünf Jahre zum Theologiestudium nach Europa und studierte in Deutschland, den Niederlanden und Belgien. Nach seiner Rückkehr nach Südwestafrika übernahm er dort eine Pastorenstelle in Rehoboth. 1969 ging er zurück an das mittlerweile nach Otjimbingwe verlegte Paulinum, wo er zwei Jahre als Lehrer arbeitete. Die Promotion zum Doktor der Theologie erfolgte an der Theologischen Fakultät der Universität in Brüssel im März 1971. Erst 1980 wurde seine Doktorarbeit unter dem Titel „Namibia. Mission und Politik 1880–1918“ im Neukirchener Verlag veröffentlicht.
1972 wurde Johannes Lukas de Vries zum Präses der Evangelisch-Lutherischen Kirche in Südwestafrika (ELK/SWA) gewählt. Damit übernahm er als erster Nichtdeutscher und Nichtweißer die Führung der Kirche. Seit 1990 trägt die Organisation den Namen Evangelical Lutheran Church in the Republic of Namibia (ELCRN). Johannes Lukas de Vries übernahm später auch den Vorsitz der 1972 gegründeten United Evangelical Lutheran Church in South West Africa (UELCSWA). Er war zudem Mitglied des Konzils der Federation of Evangelical Lutheran Churches in South Africa (FELCSA). Nach dem Ende seiner Amtszeit als Präses 1979 wurde Johannes Lukas de Vries nicht wiedergewählt. De Vries verließ daraufhin die Kirche und ging als Beamter in die Politik. 1987 beendete er auch diese Laufbahn und kehrte als Dozent ans Paulinum zurück.
Johannes Lukas de Vries starb am 27. November 2001 in seiner Geburtsstadt Rehoboth, wo sich auch seine Grabstelle befindet.

## Werke
- Namibia. Mission und Politik 1880–1918, Neukirchner Verlag, 1980, ISBN 3-7887-0594-9